# Planète Terre (série télévisée)
Pour les articles homonymes, voir Planète Terre.
Planète Terre II
Planète Terre (Planet Earth) est une série documentaire télévisée britannique en onze parties, produite par BBC Natural History Unit et coproduite par Discovery Channel et NHK, en association avec la Canadian Broadcasting Corporation (CBC), et diffusée du 5 mars 2006 au 10 décembre 2006 sur la BBC.
Réalisée par Alastair Fothergill, la série est originellement narrée par David Attenborough. La version américaine de Discovery est racontée par Sigourney Weaver, la version française par Jacques Frantz, la version canadienne par Charles Tisseyre dans le cadre de l’émission Découverte.
La série a été conçue en janvier 2002 après que la productrice de la BBC, Lorraine Heggessey, a demandé à Alastair Fothergill une suite à son succès de 2001, La Planète bleue. Elle est l'une des rares séries documentaires animalières à n'être constituée d'aucune image de synthèse, et elle a remporté un Emmy Award et un Peabody Award.

## Détails de tournage
La réalisation de la série documentaire s’est échelonnée sur cinq ans et a nécessité 2 000 jours de travail sur le terrain. Plus de quarante cadreurs ont tourné des images à 200 endroits sur la planète. La série Planète Terre est la seule en son genre à avoir été entièrement tournée en haute définition.
Chaque émission a une durée d’environ une heure ; elle comprend les Carnets de tournage, une séquence de dix minutes détaillant un événement particulier du tournage. Le budget de la série s’élève à 22 millions de dollars.

## Épisodes
« Il y a cent ans, il y avait un milliard et demi d’humains sur la terre. Nous sommes maintenant plus de six milliards sur notre fragile planète. Malgré cela, il reste des endroits que les humains n’ont presque pas exploré. Cette série vous amènera dans les dernières régions sauvages; vous y verrez votre planète et sa faune comme jamais auparavant. »

— Charles Tisseyre, narration d’ouverture.

### 1.D’un pôle à l’autre
Le premier épisode, intitulé D’un pôle à l’autre (From Pole to Pole), a été diffusé le 5 mars 2006 au Royaume-Uni, le 25 mars 2007 aux États-Unis, le 1er avril 2007 en français au Canada.
Il illustre un « voyage » à travers le monde et révèle l’effet des changements climatiques et les transitions saisonnière. Durant l’hiver Antarctique, les manchots empereurs endurent quatre mois d’obscurité, sans nourriture, à des températures de −70 °C. Pendant ce temps, le printemps arrive dans l’Arctique, les petits de l’ours polaire font leurs premiers pas dans un monde où la glace fond rapidement. Dans le nord du Canada, la plus longue migration terrestre de tous les animaux — plus de 5 000 kilomètres — est celle de trois millions de caribous, qui sont chassés par les loups. Les forêts de l’est de la Russie abritent la panthère de l’Amour ; avec une population de seulement 40 individus, c’est le félin le plus rare au monde.
Toutefois, dans les régions tropicales, la jungle, qui couvre 3 % de la surface de la planète, abrite plus de 50 % des espèces. On peut voir aussi un grand requin blanc se jeter sur un phoque, ralenti quarante fois. Cet épisode suit également d’autres espèces comme les oiseaux de paradis de Nouvelle-Guinée, les lycaon d’Afrique poursuivant des impalas, les éléphants d’Afrique, la migration vers les eaux du delta de l’Okavango, la saison de floraison dans l’aride désert du Kalahari, la migration de 300 000 sarcelles élégante contenant l’ensemble de la population de l’espèce en un seul groupe. Les Carnets de tournage montrent comment la chasse des lycaons a été filmée discrètement avec l’aide de la Heligimbal (en) : une puissante gyro-caméra stabilisée sous un hélicoptère.

### 2.Les Montagnes
- Titre original : Mountains
- Diffusion :
  - 12 mars 2006 (Royaume-Uni)
  - 25 mars 2007 (États-Unis)
  - 8 avril 2007 (en français au Canada)

### 3.Les Eaux Vives
- Titre original : Fresh Water
- Diffusion :
  - 19 mars 2006 (Royaume-Uni)
  - 15 avril 2007 (États-Unis, en français au Canada)

### 4.Les Mondes Souterrains
- Titre original : Caves
- Diffusion :
  - 22 mars 2006 (Royaume-Uni)
  - 22 avril 2007 (États-Unis, en français au Canada)

### 5.Les Déserts
- Titre original : Deserts
- Diffusion :
  - 2 avril 2006 (Royaume-Uni)
  - 1er avril 2007 (États-Unis)
  - 29 avril 2007 (en français au Canada)

### 6.Les Régions Glaciaires
- Titre original : Ice Worlds
- Diffusion :
  - 5 novembre 2006 (Royaume-Uni)
  - 1er avril 2007 (États-Unis)
  - 6 mai 2007 (en français au Canada)

### 7.Les Grandes Plaines
- Titre original : Great Plains
- Diffusion :
  - 12 novembre 2006 (Royaume-Uni)
  - 8 avril 2007 (États-Unis)
  - 13 mai 2007 (en français au Canada)

### 8.Les Jungles
- Titre original : Jungles
- Diffusion :
  - 19 novembre 2006 (Royaume-Uni)
  - 15 avril 2007 (États-Unis)
  - 20 mai 2007 (en français au Canada)

### 9.À la surface des mers
- Titre original : Shallow Seas
- Diffusion :
  - 26 novembre 2006 (Royaume-Uni)
  - 8 avril 2007 (États-Unis)
  - 27 mai 2007 (en français au Canada)

### 10.Les Saisons en forêt
- Titre original : Seasonal Forests
- Diffusion :
  - 3 décembre 2006 (Royaume-Uni)
  - 22 avril 2007 (États-Unis)
  - 3 juin 2007 (en français au Canada)

### 11.Les Fonds Marins
- Titre original : Ocean Deep
- Diffusion :
  - 10 décembre 2006 (Royaume-Uni)
  - 25 mars 2007 (États-Unis)
  - 10 juin 2007 (en français au Canada)

### Suite
- Planet Earth: The Future (en)

## Bande sonore
Le 20 novembre 2006, un disque compact double est lancé avec une compilation de la musique utilisée dans la série Planète Terre. Le CD est divisé en deux parties, tel que la diffusion originale de la série. La musique est composée par George Fenton et interprétée par l’orchestre symphonique de la BBC.
| 1.  | Prelude                          | D’un pôle à l’autre | 1:57 |
| 2.  | The Journey of the Sun           | D’un pôle à l’autre | 3:28 |
| 3.  | Hunting Dogs                     | D’un pôle à l’autre | 3:26 |
| 4.  | Elephants in the Okavango        | D’un pôle à l’autre | 3:07 |
| 5.  | Diving into the Darkness         | Les Cavernes        | 3:01 |
| 6.  | Stalactite Gallery               | Les Cavernes        | 2:26 |
| 7.  | Bat Hunt                         | Les Cavernes        | 2:59 |
| 8.  | Discovering Deer Cave            | Les Cavernes        | 3:49 |
| 9.  | Angel Falls                      | L’Eau douce         | 2:21 |
| 10. | River Predation                  | L’Eau douce         | 4:09 |
| 11. | Iguacu                           | L’Eau douce         | 2:06 |
| 12. | The Snow Geese                   | L’Eau douce         | 2:01 |
| 13. | The Geladas                      | Les Montagnes       | 2:39 |
| 14. | The Snow Leopard                 | Les Montagnes       | 4:00 |
| 15. | The Karakoram                    | Les Montagnes       | 1:54 |
| 16. | The Earth's Highest Challenge    | Les Montagnes       | 5:31 |
| 17. | Desert Winds / The Locusts       | Les Déserts         | 4:58 |
| 18. | Fly Catchers                     | Les Déserts         | 1:42 |
| 19. | Namibia — The Lions and the Oryx | Les Déserts         | 5:10 |

| 1.  | Plains High and Low                 | Les Grandes Prairies            | 2:40 |
| 2.  | The Wolf and the Caribou            | Les Grandes Prairies            | 3:47 |
| 3.  | Tibet (Reprise) / Close             | Les Grandes Prairies            | 3:46 |
| 4.  | Surfing Dolphins                    | Les Mers peu profondes          | 2:41 |
| 5.  | Dangerous Landing                   | Les Mers peu profondes          | 3:20 |
| 6.  | Mother and Calf — The Great Journey | Les Mers peu profondes          | 5:19 |
| 7.  | The Canopy / Flying Lemur           | Les Jungles                     | 2:45 |
| 8.  | Frog Ballet / Jungle Falls          | Les Jungles                     | 3:37 |
| 9.  | The Cordyceps                       | Les Jungles                     | 2:55 |
| 10. | Hunting Chimps                      | Les Jungles                     | 4:10 |
| 11. | The Redwoods                        | Les Forêts saisonnières         | 4:40 |
| 12. | Fledglings                          | Les Forêts saisonnières         | 3:43 |
| 13. | Seasonal Change                     | Les Forêts saisonnières         | 5:40 |
| 14. | Discovering Antarctica              | Les Mondes de glace             | 2:42 |
| 15. | The Humpbacks' Bubblenet            | Les Mondes de glace             | 2:59 |
| 16. | Everything Leaves but the Emperors  | Les Mondes de glace             | 2:27 |
| 17. | The Disappearing Sea Ice            | Les Mondes de glace             | 3:45 |
| 18. | Lost in the Storm                   | Les Mondes de glace             | 1:16 |
| 19. | A School of Five Hundred            | Dans les profondeurs de l’océan | 3:39 |
| 20. | Giant Mantas                        | Dans les profondeurs de l’océan | 2:50 |
| 21. | Life Near the Surface               | Dans les profondeurs de l’océan | 2:06 |
| 22. | The Choice Is Ours                  | Dans les profondeurs de l’océan | 3:13 |

## Approximations scientifiques de la version française
La version française de la série contient nombre d’approximations et d’erreurs scientifiques quant à la dénomination des animaux observés.
Dans les épisodes 1 et 6, les manchots empereurs sont à tort appelés pingouins.
Dans l’épisode 2, le léopard des neiges est nommé guépard des neiges.
Dans l’épisode 3, les poissons du lac Malawi sont appelés « Cichlids » (terme anglais) alors que le terme français est Cichlidés ; les macaques crabiers deviennent des macaques "mangeurs de crabe", et les loutres (Mustélidés) sont confondues avec des otaries (Pinnipèdes).
Dans l’épisode 4, les salanganes (sorte de martinets), communément dénommées hirondelles, sont appelées swiftlets, qui est le mot anglais pour les désigner.
Dans l’épisode 5, il est d’une part fait référence aux degrés centigrades (au lieu de Celsius), d’autre part, plusieurs approximations sont faites quant au nom des animaux présentés. Les bouquetins de Nubie sont dénommés ibex de Nubie (ibex étant le mot anglais pour désigner le bouquetin) ; le criquet pèlerin est présenté comme la « sauterelle du désert », traduction littérale de desert locust.
Dans l’épisode 6, les galagos sont appelés gologos (nom inconnu, même en anglais).
La rigueur scientifique de la version originale semble avoir souffert lors de la traduction, tant les noms désignant les espèces observées que certains mots (par exemple, pour les oiseaux, le verbe « nider » est utilisé à la place de « nicher »).